# Slovenska Vincencijeva konferenca
Slovenska Vincencijeva konferenca je dobrodelna organizacija, ustanovljena leta 1947 v Trstu. Njena glavna naloga je skrb za šibkejše člene družbe, s posebnim poudarkom na pripadnike slovenske narodne skupnosti v Italiji oziroma v deželi Furlaniji - Julijski krajini. Deluje na področju družbene pomoči in karitativnosti.

## Nastanek ustanove
Laura Abram in druga dekleta, univerzitetne študentke, so se po drugi svetovni vojni leta 1946 organizirale, da bi naredile nekaj dobrega za sočloveka, po principu, da je vera brez del mrtva. To je bil zametek Vincencijeve konference v Trstu, ki so jo nato formalno ustanovili 8. januarja 1947. Tedaj je bil Trst pod upravo anglo-ameriških zavezniških sil v Svobodnem tržaškem ozemlju. Dekleta so začela skrbeti za tržaške revne družine, saj je bilo po vojni veliko revščine in pomanjkanja. S pomočjo duhovnega asistenta so začele deliti hrano in dobrine, ki jim jo je dostavljala anglo-ameriška uprava. Kasnejše delovanje je bilo organiziranje poletnih kolonij za otroke, kar je trajalo več desetletij. Začetek je bil torej zelo podoben nastanku prve Vincencijeve konference v Parizu saj je njegov ustanovitelj Friderik Ozanam leta 1833 zbral okrog sebe nekaj študentov, ki so zbrali nekaj denarja in kupili drva za revno družino, saj je trpela zaradi mraza. Zametki Slovenske Vincencijeve konference imajo podoben izvor kot tista, ki je danes razširjena po vsem svetu in se zgleduje po sv. Vincencu Pavelskemu, saj gre za apostolat laikov na karitativnem področju, kjer prostovoljci pomagajo ubogim in zapuščenim. Leta 1951 je Slovenska Vincencijeva konferenca dobila škofijsko priznanje kot osrednja škofijska organizacija, od leta 1972 pa je pravna ustanova.

## Delovanje danes
Ustanova se danes imenuje Slovenska Vincencijeva konferenca Trst - Gorica in je razdeljena na šest enot: pet na Tržaškem (v mestu v Barkovljah, Rojanu, pri Sv. Ivanu, pri Sv. Antonu in na Krasu z Bregom) in ena na Goriškem.
Deluje na mnogih področjih, saj pomaga družinam v stiski, še posebno pa se posveča starejšim osebam. Leta 2022 je sprejela nekaj potrebnih Ukrajinskih družin in jih še podpira.

## Predsedniki Slovenske Vincencijeve konference
Za uspešno delovanje ustanove so bili poleg odbornikov, prostovoljcev, donatorjev in prijateljev zelo pomembni predsedniki, saj ta funkcija zahteva mnogo požrtvovalnosti in odgovornosti.
- Laura Abram (1947–2001)
- Aldo Stefančič (2002–2012)
- Ivica Švab (2012–2021)
- Marijan Kravos (2021–)